# Krzysztof Urbański
Krzysztof Urbański (Pabianice, Polonia, 1982) es un director de orquesta polaco. 
Trabaja con la Orquesta Sinfónica de Trondheim desde principios del 2011 y es también director musical de la Orquesta Sinfónica de Indianápolis desde diciembre del mismo año. 

## Educación
Se graduó en el 2007 en la Universidad de Música Fryderyk Chopin de (Varsovia) (Uniwersytet Muzyczny Fryderyka Chopina w Warszawie). En ese mismo año, obtuvo el primer premio del Concurso Internacional de Dirección del Festival Primavera de Praga (Pražské jaro).